# Pyramica microthrix
Pyramica microthrix är en myrart som först beskrevs av Kempf 1975.  Pyramica microthrix ingår i släktet Pyramica och familjen myror. Inga underarter finns listade i Catalogue of Life.